# Großgarnstadt

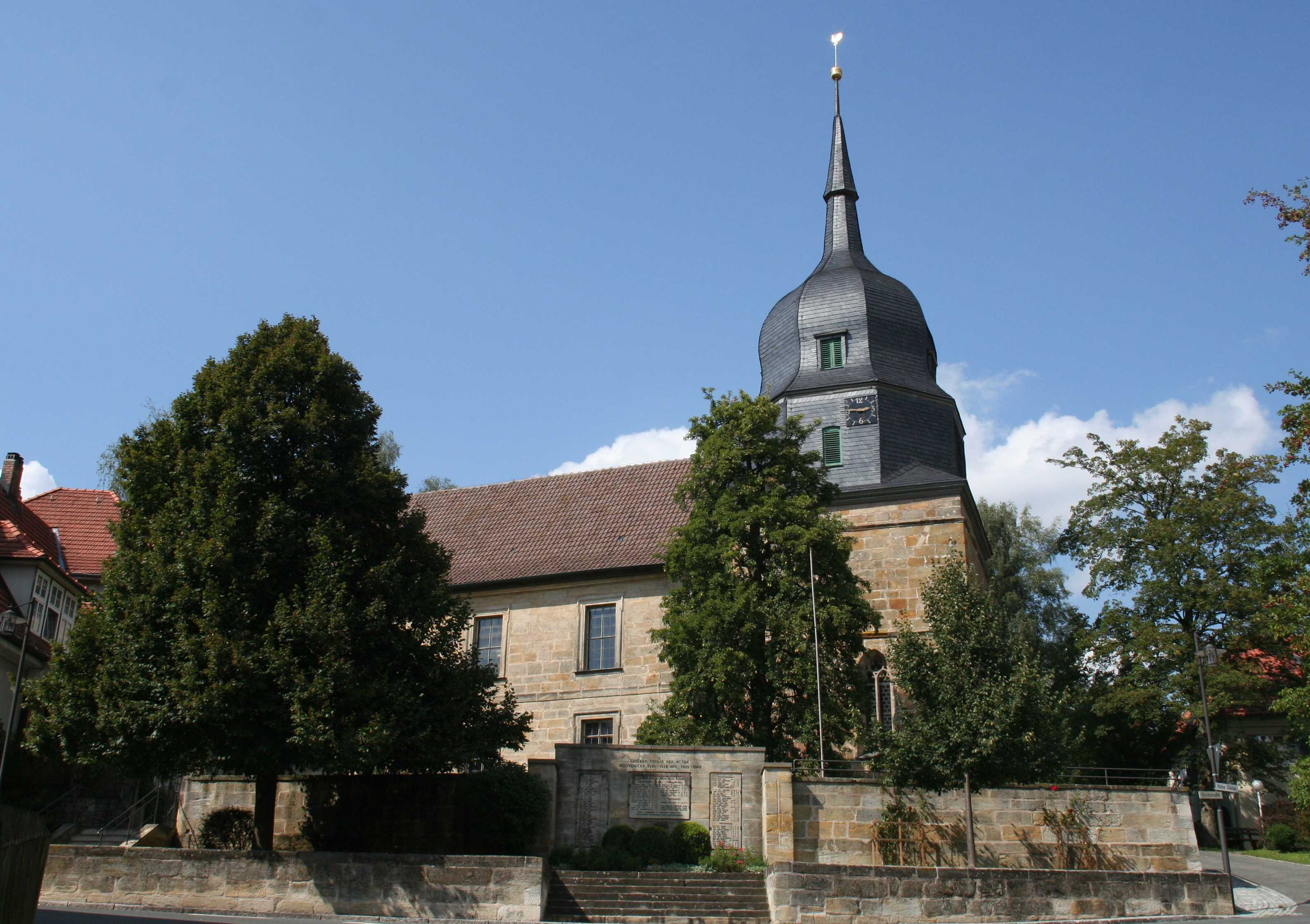
Evangelisch-Lutherische Pfarrkirche

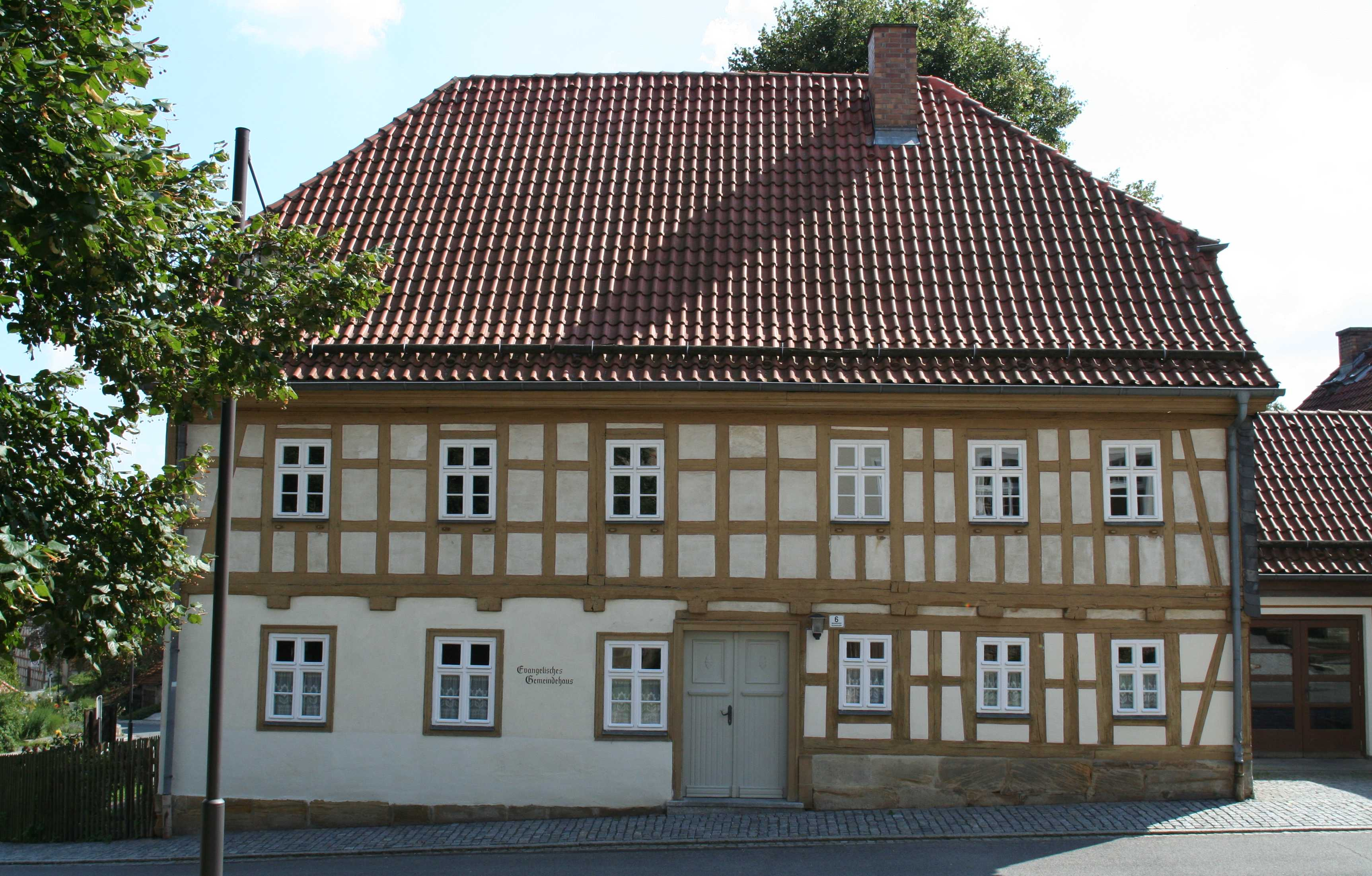
Gemeindehaus

Großgarnstadt ist ein Gemeindeteil von Ebersdorf bei Coburg in Oberfranken (Bayern).

## Geographie
Der Kern des Haufendorfes liegt in einer Mulde, die vom Schneybach durchflossen wird. Er ist durch geschwungene Straßenverläufe, an denen sich giebel- und traufständige Gebäude wechseln, gekennzeichnet. Typisch sind große Hofanlagen mit zweigeschossigen, ehemaligen Wohnstallhäusern und steilen Satteldächern.

## Geschichte
Die erste urkundliche Erwähnung war im Jahr 1225 als „Garnstat major“. Es gibt archäologische Untersuchungen, die belegen, dass schon zirka 800 v. Chr. in der jüngeren Urnenfeldzeit eine Siedlung auf dem Pfarrhügel existierte. Im evangelischen Gemeindehaus in Großgarnstadt sind alte Ortspläne mit einem Wasserschloss und einem See zu sehen. 1632 wurden große Teile des Ortes im Verlauf des Dreißigjährigen Krieges von den Truppen Wallensteins niedergebrannt. Der Wiederaufbau der Pfarrkirche dauerte bis zum Anfang des 18. Jahrhunderts.
1925 hatte Großgarnstadt 441 Einwohner, von denen 440 evangelisch waren, und 88 Wohngebäude. 1950 lebten in dem Ort 659 Menschen. 1962 wurde die katholische Kirche St. Nikolaus geweiht.
Am 1. April 1971 wurde Großgarnstadt mit 638 Einwohnern nach Ebersdorf bei Coburg eingemeindet.
Großgarnstadt ist mit zehn landwirtschaftlichen Betrieben (Stand 2010: sieben Vollerwerbs- und drei Nebenerwerbsbetriebe) stark landwirtschaftlich geprägt. Außerdem hat der Ort 34 industrielle und gewerbliche Betriebesowie 14 in sonstigen Bereichen.

## Entwicklung des Ortsnamens
- 1225: Garnstat major,
- 1291: Garnstatt maius,
- 1340: Großengarnstatt

## Namensdeutung
1. stat: Wohnstätte des Garn, (Garo, Garibert, Garibald, Garimer),
2. Goornstat: die Stätte an dem Goorn oder Geern: Gehre/Winkel, da zwischen Groß- und Kleingarnstadt zwei uralte Handelsstraßen aufeinander trafen.